# 篠原夢
篠原 夢（しのはら ゆめ、11月29日- ）は、日本の女性声優。千葉県出身。アルディ所属。

## 略歴
中学時代、バスケットボールが続けられなくなり、教頭が「声を使った演技の楽しさ」を教えてくれて、声優を目指したという。

## 好きな食べ物
エビ、トマト、ピーチネクター

## 特技
一言モノマネ、ポジティブシンキング、、カメラ、画像編集、スポーツ、バスケットボール、ギター、ネギの輪切り

## 趣味
旅行、写真、ティータイム、岩盤浴、温泉、寺社仏閣巡り、ギター、セルフネイル、配信、ジムトレーニング、かわいい女の子とでーと

## 出演

### ナレーション
- アニメイト TVCM(2020年7月)
- KKB鹿児島放送『ですです』(2020年11月)
- 脱毛サロンMUSEE WebCM(2020年11月)
- アニメ専門チャンネルANIMAX マンスリーCM(2021年3月)
- 「オールナイトニッポン」内株式会社321CM(2021年3月)
- アニメイト店頭CM「アニメイトペイ」編（2022年8月26日 - ）
- アニメイト店頭CM「アニメイトイオンモール倉敷グランドオープンお知らせ」編（2022年8月26日 - 2022年10月10日）
- アニメイト店頭CM「アニメイト柏移転リニューアルオープン」編（2024年1月15日 - 2024年2月16日）
- その他 企業内部VP

### アニメ
- お文具といっしょ（2020年、しわしわさん）[3]
- 紙兎ロペ（2021年、本人役）[4][5]
- 超普通都市カシワ伝説 柏パスタ編（2021年、大久保新江）[6][7]
- 超普通都市カシワ伝説（2022年、舎川羽乃）[8]
- とーがね!おまつり部（2022年、菜花りあん）[9][10]
- 超普通県チバ伝説（2024年、舎川羽乃）[11]
- とーがね!クロニクル（2024年、ナレーション）
- とーがね!クロニクル（2024年、 北原白秋）
- とーがね!クロニクル（2024年、菜花りあん）

### ゲーム
- ラクガキキングダム（2021年、ドロシー）[12]
- 黒騎士と白の魔王（2021年、ガルム）[13]
- 戦乱のサムライキングダム（2021年、仙石秀久）[14]
- クッキーランキングダム（2021年）
- 刻のイシュタリア（2021年、赤月の邪経マエンガ）[15]
- 刻のイシュタリア（2022年、世界のラトゥール）[16]
- メモリア~夢の旅人と双子の案内人~（2022年、スノウサギ）[17]
- メモリア~夢の旅人と双子の案内人~（2022年、チチュウウオ）
- メモリア~夢の旅人と双子の案内人~（2022年、コーラルの冒険者 ルイーサ）
- フェアリースフィア（2023年、ブライトネス）[18]
- 奏でて女子校（2023年、ヨルムンガンド）[19]
- 奏でて女子校（2023年、エフィ・雪の女王）[20]
- ハツリバーブ（2023年、銀）[21]
- ハツリバーブ（2023年、黒羽）
- 奏でて女子校（2023年、ウルド）[22]
- ハツリバーブ（2023年、弱水）

### 配信番組
- 「マヨバカ学園」(2019年12月)
- 「ちのえん（知のエンターテインメント）」第2木曜日パーソナリティ(2020年1月 - 2021年1月)
- 「ライブ配信始めてみる？-321 SPECIAL EVENT-」(2020年3月)
- 『お文具といっしょ』公式 新キャラクター声優オーディション結果発表特番！(2020年10月)

### ラジオ
- 市川うららFM｢三橋加奈子のSaturday Bell｣ゲスト出演(2019年11月)
- Tokyo Star Radio｢DCチューンズ｣ゲスト出演(2020年3月)
- ニッポン放送「ミューコミプラス」 (2021年3月)
- 渋谷Cross FM「ミミラジ」(2021年4月)
- Tokyo Star Radio「らいんずほうそう部！」メインパーソナリティ[23][24]

### 舞台・朗読劇
- 朗読劇「アリスと魔法のマッチ」（2019年6月8日 - 9日、三鷹RIスタジオ）ピノキオ役／赤ずきん役[25][26]
- 朗読「文豪と猫たち」（2019年8月10日 - 11日、三鷹RIスタジオ）『犬と猫』語り役／『ポスト』1人読み

- 朗読「もしも8才の子供が大統領になったら」（2019年12月7日 - 8日、三鷹RIスタジオ）語り役[29][30]
- 朗読「銀河鉄道の夜を越えて」（2019年12月21日 - 22日、三鷹RIスタジオ）先生役／女子高生A役[31]
- Reading Bitter 語り劇 vol.1「はざま」（2020年1月25日、ザ☆キッチンNAKANO）カズノリ役/エリコ役[32]
- 朗読劇「シンクロ」（2022年9月21日 - 22日、野方区民ホールWIZ）ディゾナンツ役　※声のみの出演[33]
- 舞台「俺の屍を超えていけ」（2023年9月9日 - 10日、ステージカフェ下北沢亭）三沢カナ役[34]
- 朗読劇「いつか君が世界を救うなら」（2023年11月22日 - 23日、アニメイトシアター）[35]
- Classic Movie Reading Vol.2「風と共に去りぬ」（2024年2月2日 - 4日、I'M A SHOW）[36]
- 舞台「にねんいちくみ保護者会」（2024年2月11日 - 12日、みらい館大明308号室）品川麗奈役[37]

### オーディオブック
- 音声配信サービス「LisBo」内朗読「悪霊物語/江戸川乱歩」[38]
- 音声配信サービス「LisBo」内朗読「子供と旅/田山花袋」[39]
- 音声配信サービス「LisBo」内朗読「白鳥になった皇子 古事記/直木孝次郎」[40]
- 音声配信サービス「LisBo」内朗読「入道殿下の物語 大鏡/益田宗」[41]

### ライブ・イベント
- ライブイベントprologue出演(2018年11月)
- ライブイベントprologue#2出演(2019年3月)
- Dreaming Moment -October Halloween Special-(2020年10月)
- 超普通Festa2021（2021年9月11日、キネマ旬報シアター）
- あきのフェスin J-SQUARE SHINAGAWAby秋葉原和堂（2022年10月15日、J-SQUARE SHINAGAW）
- とーがね！お祭り部「DVD予約購入者限定プレミアイベント」（2022年10月23日、千葉県某所）
- 東金とーがね！おまつり部まつり（2022年10月23日、東金中央公園）[42]
- 第31回JIUフェスティバル【とーがね！おまつり部】トークショー（2022年11月6日、城西国際大学 千葉東金キャンパス）
- アニメプロジェクトin大泉2023（2023年5月28日、大泉学園駅北口周辺）[43]
- ゆめひな Secret Party vol.1（2023年6月25日、都内某所）[44]
- バースデーイベント　HAPPY BIRTHDAY DAY DREAM（2023年11月26日、Cafe&Bar Palette）[45]
- SHIN ANDO Presents LIVE&TALK EVENT WIZZARD（2024年2月17日、AKASAKA CRAWFISH）

### ディスコグラフィ
| 発売日        | 商品名                                        | 歌                            | 楽曲                         | 備考                                       |
| ------------- | --------------------------------------------- | ----------------------------- | ---------------------------- | ------------------------------------------ |
| 2021年5月5日  | デジタルシングル「すたーとらいん！」          | 篠原夢×ラインズプロダクション | すたーとらいん！             | ラジオ「らいんずほうそう部！」メインテーマ |
| 2022年2月28日 | Welcome☆To KaShiWa                            | 舎川羽乃（CV：篠原夢）        | Welcome☆To KaShiWa           | アニメ「超普通都市カシワ伝説 」主題歌      |
| 2023年2月     | とーがね！おまつり部 Original Sound Track(仮) | 菜花りあん（CV：篠原夢）      | おどりゃんせ                 | アニメ「とーがね！お祭り部」関連商品       |
| 2024年1月31日 | 超普通シリーズ-ALL Songs Collection vol.1-    | 舎川羽乃（CV：篠原夢）        | ミルフィーユデイズ-Day6羽乃- | アニメ「超普県チバ伝説 」主題歌            |